# (73339) 2002 JS112
(73339) 2002 JS112 – planetoida z pasa głównego asteroid okrążająca Słońce w ciągu 3,39 lat w średniej odległości 2,26 j.a. Odkryta 13 maja 2002 roku.